# Korde
En korde er et linjestykke, der forbinder to punkter på en cirkel eller en kurve.